# Daka Denmark A/S
Daka Denmark A/S er en større dansk virksomhed med hovedkvarter i Hedensted, Danmark. Daka udvikler, producerer og understøtter produkter, services og certificeringer indenfor bæredygtighed og recirkulering, herunder indsamling af madaffald og døde dyr, samt forarbejdning af godkendte animalske biprodukter, og processeringen af disse. De primære produkter er foderingredienser, biodiesel, biogas og gødning.

## Historie

### 1934-1960
Daka stammer helt tilbage fra begyndelsen af 1900-tallet som en destruktionsanstalt for døde dyr. I 1934 blev virksomheden solgt til Vejle og Omegns Andelsslagteri, der byggede en moderne kødfoderfabrik.
Den 29. oktober 1948 blev virksomheden ”Danske Andelsslagteriers Kødfoder og Albuminefabrik” (DAKA a.m.b.a.) stiftet I Lunderskov. Senere blev medlemskredsen udvidet med optagelsen af Tønder Andelsslagter og Esbjerg Andels-Svineslagteri, i hhv. 1956 og 1960.

### 2000 - nu
I 2000 blev Daka endvidere udvidet med overtagelsen af svenske Konvex AB, der ligeledes arbejder med animalske biprodukter fra kødindustri og landbrug.
Den 2. juli 2012 blev Daka a.m.b.a. opkøbt af tyske SARIA, og gik i forbindelse med dette fra at være et andelsselskab til at være et aktieselskab. 

## Virksomhedsstruktur
Daka er en del af den internationale koncern SARIA (en), der udvikler produkter og ydelser, til genanvendelse af naturens ressourcer.
Daka Denmark A/S forretningsområder: